# 권리성
권리성(勸利晟, 802년 ~ 823년)은 816년부터 사망한 823년까지 제10대 남조국의 국왕이다. 전대 권룡성의 아우이다.